# Leo O’Donovan

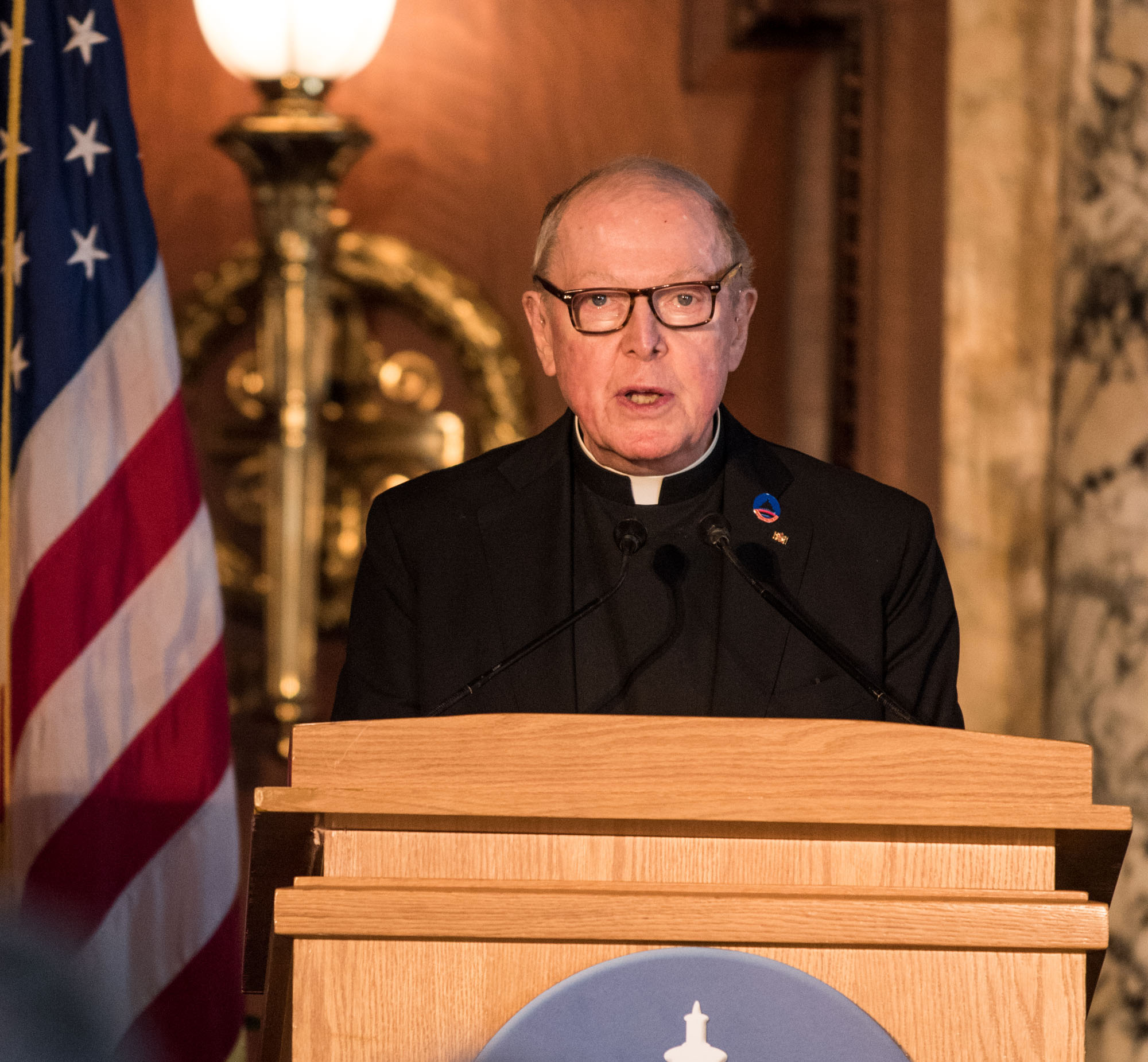
Leo O’Donovan (2017)

Leo Jeremiah O’Donovan III. SJ (* 24. April 1934 in New York City) ist ein US-amerikanischer Jesuit und Theologe sowie Hochschullehrer und Präsident der Georgetown University.

## Leben
Leo O’Donovan begann zunächst ein Studium der Psychiatrie an der Georgetown University, wechselte nach dem Grundstudium in ein Doppelstudium Englisch und Philosophie. 1956 beendete er dieses Studium mit summa cum laude und studierte mit einem Fulbright-Programm an der französischen Universität Lyon. 1957 trat er in die Gesellschaft Jesu ein. An der Fordham University studierte er Philosophie und Theologie am Woodstock College in Maryland. Nach seiner Priesterweihe 1966 absolvierte er ein Doktoratsstudium bei Karl Rahner an der Westfälischen Wilhelms-Universität Münster. Als Postdoktorand war er an der Divinity School der University of Chicago tätig.
O’Donovan war Professor für Theologie an verschiedenen Colleges, unter anderem am Boston College, der ältesten und zweitgrößten Jesuiten-Hochschule in den USA. Er war Präsident der Georgetown University in Washington, D.C. von 1989 bis 2001.
Er hat zahlreiche wissenschaftliche Arbeiten veröffentlicht. Er wurde mehrfach ausgezeichnet, unter anderem mit dem Jewish National Fund Tree of Life Award und dem Verdienstorden der Bundesrepublik Deutschland (Großes Verdienstkreuz mit Stern). Er wurde mit mehreren Ehrendoktoraten ausgezeichnet.

## Wirken
Leo O’Donovan ist ein persönlicher Freund von Joe Biden. Er hielt das Requiem für Beau Biden und  bei der Amtseinführung von Joe Biden als Präsident war er für den ersten Teil der Zeremonie verantwortlich, die sogenannte Anrufung („Invocation“). Er pflegte auch eine Freundschaft mit Helmut Kohl.

## Schriften
- Coming and Going: The Agenda of an Anniversary, American Academy of Religion 1985, ISBN
- zusammen mit  T. Howland Sanks (hrsg.): Faithful Witness, Continuum International Publishing 1989, ISBN 978-0-225-66593-2
- A World of Grace: An Introduction to the Themes and Foundations of Karl Rahner's Theology, Georgetown University Press 1995, ISBN 978-0-87840-596-1
- Blessed Are the Refugees, Orbis Books 2018, ISBN 978-1-62698-288-8